# Język luksemburski
Język luksemburski (luks. Lëtzebuergesch, wym. [ˈlœt͡səbuɐ̯jəʃ]) – język należący do zachodniej grupy języków germańskich. Wywodzi się ze środkowofrankijskiego dialektu języka niemieckiego.
Posługuje się nim ok. 390 tys. ludzi, głównie w Luksemburgu, gdzie ma status języka urzędowego (od 1984), a także w części Niemiec, Belgii i Francji. Uznawany za oddzielny język od niedawna, wcześniej uznawany był raczej za jeden z dialektów języka niemieckiego. Funkcjonuje obok dwóch innych języków urzędowych w Luksemburgu – niemieckiego i francuskiego. Język ten używany jest głównie jako język mówiony w sferze prywatnej, ale prowadzone są w nim również debaty w parlamencie. Po luksembursku nadają też stacje telewizyjne RTL Télé Lëtzebuerg i RTL Zwee. Katedra języka luksemburskiego istnieje na uniwersytecie w Moskwie. Język ten nie jest językiem urzędowym w Unii Europejskiej. Guy Rewenig jest autorem pierwszej powieści po luksembursku; jest on uważany obok Rogera Manderscheida za prekursora pisania prozy artystycznej w tym języku. W latach 2001–2002 Jérôme Lulling stworzył pierwszy elektroniczny program do sprawdzania pisowni po luksembursku, który zawiera 125 tys. słów, o nazwie C.ORT.IN.A.